# Action Comics
Action Comics é uma revista em quadrinhos publicada pela editora norte-americana DC Comics, uma empresa ligada ao grupo Time-Warner. É atualmente comercializada em edições lançadas mensalmente, e, apesar das alterações em suas periodicidade e formato, inclusive com a suspensão de sua publicação em mais de uma oportunidade, já teve mais de 900 edições lançadas, o que a torna, em quantidade de edições, a maior série de seu gênero na história dos Estados Unidos. Lançada originalmente em abril de 1938 - sendo posterior à Adventure Comics (dezembro de 1935) e à Detective Comics (março de 1937), que, apesar da menor quantidade de edições, é a mais longeva revista publicada continuadamente, pelo período em que já vem sendo lançada ininterruptamente - é considerada uma das mais importantes e emblemáticas revistas em quadrinhos existentes.
O primeiro exemplar da revista, apresentando em sua capa uma famosa imagem de Superman carregando com as mãos um automóvel, é considerado o "marco zero" das histórias em quadrinhos americanas de super-herói e é um dos, se não "o" mais valioso item colecionável de todo o mercado, sendo uma das edições mais procuradas e valorizadas por aficcionados. Um exemplar original em bom estado dessa primeira edição já chegou a ser leiloado por 1,5 milhões de dólares - e sua capa já foi alvo tanto de homenagens quanto de debate.
Em 2011, como parte do relançamento editorial promovido pela DC Comics, a revista foi cancelada na sua 904ª edição, e relançada sob um novo "número um" como parte da linha "Os Novos 52". A linha foi descontinuada em 2015, mas a versão renumerada da revista durou até 2016, quando voltou a ser publicada com a sua numeração original a partir da 957ª edição. Em abril de 2018, como parte das comemorações pelos 80 anos tanto da revista quanto de Superman, a 1000ª edição da revista foi publicada nos Estados Unidos. Desde então, é escrita por Brian Michael Bendis e, embora não faça da linha "Wonder Comics", capitaneada pelo escritor, tem tido histórias relacionadas às tramas publicadas.

## História
Jerry Siegel e Joe Shuster viram sua criação, Superman, lançado em Action Comics #1 em abril de 1938, após por anos tentar, sem sucesso, encontrar uma editora para seu personagem, originalmente concebido para ser publicado como uma tira de jornal., até que em 1938 a " National Periodical Publications", com quem os dois já haviam trabalhado anteriormente, os convidou para contribuir com um novo personagem para a mais recente publicação da National. Mostraram Superman para apreciação, e uma vez aprovado, passaram a recortar e colar as tiras de jornal da amostra que tinham preparado no formato de páginas de uma revista em quadrinho.
A escolha de Superman como o personagem que figuraria na capa, em meio aos vários personagens que também apareceriam, seria posteriormente citada por Liebowitz como "quase acidental", em razão do escasso prazo de fechamento da revista, mas se mostraria acertada: toda a tiragem seria vendida rapidamente e, a partir de sua quarta edição, Action já começaria a apresentar um significativo aumento em suas vendas, em comparação com os demais títulos da National: entre 1938 e 1939, já possuía uma tiragem de mais de 500 mil exemplares - mais que o dobro da tiragem inicial da primeira edição, de 200 mil exemplares.
Se no final da década de 1930 a revista já vendia cerca de 500 mil exemplares, na década de 1940 esse número já havia quase dobrado, com cada exemplar vendendo 900 mil cópias, um tiragem à época superada apenas pela revista Superman, lançada em 1939. Action passaria a focar-se majoritariamente nas histórias de Superman, e as tramas iriam evoluindo, refletindo o cotidiano dos Estados Unidos: Se nas suas primeiras aparições Superman enfrentava criminosos comuns e políticos corruptos, com o tempo suas histórias passariam a ganhar um viés mais "extraordinário" com o surgimento dos primeiros "supervilões" a enfrentar o personagem. O Ultra-Humanoide já havia aparecido numa história isolada em 1939, mas seria na década seguinte que personagens dessa categoria se tornariam mais populares: Lex Luthor, o Galhofeiro e o Homem dos Brinquedos surgiriam nos anos seguintes.

### De antologia para publicação de Superman

Action Comics #252, com a primeira aparição da Supergirl, em 1959, evento citado como determinante para que Action Comics deixasse de ser uma antologia e se focasse nas histórias de Superman.

Originalmente, Action Comics era uma antologia com uma série de outras histórias, além daquelas protagonizadas por Superman. Zatara, o mágico, era um dos outros personagens que tiveram suas próprias histórias publicadas nas primeiras edições ao lado do Vigilante e de Tex Thomson, que eventualmente se tornaria também um super-herói, adotando as alcunhas de "Mr. América" e "Americommando". Gradualmente, a quantidade de páginas da revista foi sendo reduzida, como forma de evitar com que o preço de capa de 10 centavos por edição fosse aumentado. Diminui-se a quantidade de histórias publicadas por edição e, consequentemente, havia menos espaço para outros personagens que não Superman. Após a introdução da Supergirl na edição #252, em maio de 1959 (em que houve também a estreia do vilão Metallo), as histórias não relacionadas ao Superman ficariam completamente esquecidas.
Em 1947 teria início a disputa de Siegel e Shuster com a editora pelos direitos do personagem, o que resultaria em um julgamento desfavorável aos criadores, bem como na perda de seus empregos. O afastamento dos dois representaria uma significativa queda na qualidade das histórias durante a primeira metade da década seguinte. Adicionalmente, o surgimento do Comics Code Authority, em 1954, uma organização que impôs uma série de regras que visavam impedir que as histórias influenciassem negativamente as crianças americanas, também seria visto como um fato que contribuiria para que a década de 1950 fosse considerada uma "década perdida" para o personagem, ainda que tivesse ocorrido em 1958 e 1959 a publicação de histórias que estabeleceriam importantes elementos da mitologia de Superman: em Action Comics #241 seria publicada a primeira história envolvendo o conceito de uma "Fortaleza da Solidão"}} e na edição seguinte surgiria Brainiac, que viria a se tornar um dos mais importantes antagonistas. Em março do ano seguinte seria publicada Action Comics #252, responsável por apresentar Kara Zor-El, a prima de Superman, a primeira personagem a adotar a alcunha de Supergirl e continuar aparecendo de forma recorrente nas histórias da editora. Em maio do mesmo ano surgiria Bizarro, uma versão defeituosa de Superman inspirada numa história publicada no ano anterior na revista Superboy #68.
Com a publicação, na 123ª edição da revista The Flash, da história "Flash of Two Worlds", surgiria o conceito do "Multiverso DC", uma representação ficcional da interpretação da mecânica quântica que propõe a existe de universos paralelos. A partir da história, ficaria estabelecido que os personagens surgidos durante o período denominado por historiadores como "Era de Ouro dos Quadrinhos" (entre 1938 e 1955), bem como as histórias por eles protagonizadas, pertenceriam a um universo paralelo denominado "Terra 2", distinto daquele em que ocorriam as histórias publicadas pela editora durante a década de 1960.
Uma vez que as histórias de Superman vinham sendo publicadas ininterruptamente era preciso esclarecer quais edições de Action Comics pertenceriam ao cânone estabelecido, e em 1969 ficou decidido que o personagem surgido em Action Comics #1 era Kal-L, o Superman da Terra 2 e somente as histórias publicadas durante a década de 1960 que poderiam ser consideradas como protagonizadas pelo "Superman da Terra 1". A década de 1960 marcaria também o surgimento do vilão Parasita na 340ª edição de Action. Sob o título de Superman starring in Action Comics a revista continuaria sendo publicada até setembro de 1986, quando encerraria-se, por causa da conclusão do evento "Crise nas Infinitas Terras", a continuidade ficcional iniciada na década de 1960, com a publicação, na 583ª edição, da conclusão da história Whatever Happened to the Man of Tomorrow?, escrita por Alan Moore e desenhada por Curt Swan com a colaboração de Kurt Schaffenberger e George Pérez.

### Alterações no nome e periodicidade
Em 1986 Action passaria pela primeira alteração na sua periodicidade: Durante três meses a revista deixou de ser publicada, por sua relação com Superman. Entre outubro e dezembro daquele ano o único título protagonizado pelo personagem seria a minissérie The Man of Steel, escrita e desenhada por John Byrne. No ano seguinte, após a conclusão da minissérie, Byrne assumiria os roteiros e desenhos da revista, que passou, a partir da edição 584, a ser uma revista dedicada à histórias do gênero team-up. No segundo semestre de 1988, após a revista atingir a histórica marca de 600 edições publicadas, Byrne sairia do título e a DC Comics tentaria retormar o formato de antologia, publicando a revista numa periodicidade semanal. A mudança duraria até junho do ano seguinte, e compreenderia as edições 601 à #642. Dentre os personagens que tiveram histórias curtas publicadas na revista durante este período estão, além de Superman, Asa Noturna, Canário Negro, Deadman, Falcão Negro e o Vingador Fantasma.
Embora certos historiadores apontem a década de 1990 como parte da "era moderna" dos quadrinhos (período histórico que compreenderia de 1986 até a atualidade), muitos estudos a separam numa "era" distinta, denominada "Era de Ferro" ou "Era das Trevas", por seu conteúdo sombrio e dramático. Nem Superman e, consequentemente, nem Action Comics passariam incólumes: após confrontar o monstro Apocalypse, Superman, embora bem-sucedido em derrotá-lo, faleceria. As duas edições de Action que foram publicadas em novembro e dezembro de 1992, após a morte do personagem, retrataram em sua capa uma versão distinta de seu título: Com Superman morto, e transcorrendo o arco de história "Funeral para um Amigo", a revista não se chamou Superman in Action Comics, mas sim Supergirl in Action Comics. A partir de janeiro de 1993, a publicação da revista foi suspensa, e só foi retomada quatro meses depois, com o início do arco Reign of the Supermen, que mostrou quatro diferentes personagens buscando substituir Superman: Aço, Superboy, Superciborgue e o Erradicador, um personagem que havia surgido em 1989 como vilão, mas que passaria a apoiar Superman. As história do Erradicador foram publicadas em Action Comics até que Superman retornasse.

### Numeração extraordinária na década de 1990
Durante Reign of the Supermen a fictícia cidade americana de Coast City, lar do personagem Hal Jordan, foi completamente destruída pelo vilão Superciborgue e a perda de Jordan seria utilizada pela editora como pretexto para o lançamento, em 1994, do crossover Zero Hora. O objetivo da DC Comics com o evento era corrigir incongruências cronológicas na história do fictício universo das publicações surgidas após a "Crise nas Infinitas Terras" - parte delas decorrentes das alterações que John Byrne havia promovido na origem de Superman - e o de Jordan era impedir a destruição de Coast City, e para tanto objetivava destruir o universo para poder recriá-lo, "corrigindo" a história. A minissérie que deu nome ao evento foi publicada em cinco edições, lançadas com uma numeração decrescente. A última edição, de número "0", representou o início do "Mês Zero", em que todas as revistas então publicadas pela editora ganharam também edições assim numeradas, mas retomando sua numeração comum no mês seguinte. Assim, entre as edições 703 e 704, há a edição 0 de Action Comics.
Em setembro de 1998, novamente um evento implicaria na publicação de uma edição numerada extraordinariamente: "DC Um Milhão". Idealizada por Grant Morrison, então escritor da revista JLA, a história narrava o encontro de Superman e da Liga da Justiça com Kal Kent e a "Legião da Justiça", seus sucessores do século 853 - data escolhida por Morrison justamente por ser o ano em que seria publicada Action Comics #1,000,000. Como parte do evento, não apenas Action, mas todas as revistas da editora tiveram edições especiais numeradas desta forma, cada uma retratando qual seria "o legado" deixado por cada personagem naquele século.

### Ultrapassando 900 edições
| |  |  |
| Geoff Johns (esquerda) escreveu uma série de histórias significativas na revista, parte delas em conjunto com o cineasta Richard Donner (direita). |  |  |

Quando Eddie Berganza assumiu as funções de editor responsável pelas histórias de Superman, incluindo as publicadas em Action Comics, o personagem vinha passando por baixas vendas, e suas histórias tinham pouca repercussão. Uma equipe capitaneada por Jeph Loeb, que se tornou o escritor de Superman, e Joe Kelly, que assumiu os roteiros de Action, tomou para si a responsabilidade de "revitalizar" o personagem, e a partir de dezembro de 199 começou a promover inúmeros questionamentos acerca das várias facetas que o definiam.
Kelly permaneceu na revista até dezembro de 2003, com o lançamento da 810ª edição, mas retornaria à revista em fevereiro e março do ano seguinte para coescrever com Michael Turner o arco de história Godfall - O Fim dos Deuses. A partir da 814ª edição Chuck Austen passaria a ser o escritor regular da revista, que deixaria de estampar em sua capa o título "Superman in Action Comics", adotado continuadamente desde o fim de Action Comics Weekly, em favor somente de "Action Comics". Dentre os escritores que o sucederam, ainda que brevemente, estavam Judd Winick, Gail Simone e Kelly, que retornaria à revista unicamente para escrever "Superman, This is Your Life", um arco ligado ao evento "Crise Infinita".
Em 2006, após a conclusão de Crise Infinita, o próprio escritor do evento, Geoff Johns, assume o cargo de roteirista de Action Comics - inicialmente ao lado de Kurt Busiek e posteriormente do cineasta Richard Donner. No final de 2007, Johns passou a escrever a revista sozinho, com Gary Frank assumindo as funções de desenhista da revista. Como parte dos eventos envolvendo Nova Krypton, o escritor Greg Rucka, que anteriormente já havia sido responsável pelos roteiros da revista Adventures of Superman, sucederia Johns, escrevendo Action Comics entre 2009 e 2010. Com o fim dessas histórias, Paul Cornell o substituiria a partir da edição 890, tendo o vilão Lex Luthor como protagonista da revista durante o arco de história Black Ring, desenhado por Pete Woods.
Embora a edição 900 da revista representasse não apenas a conclusão de Black Ring, como também uma continuação à história Reign of Doomsday - um crossover entre todos os personagens relacionados à Superman até então publicado em outras revistas - e o retorno de Superman ao papel de protagonista da revista, ela se tornaria particularmente conhecida pela história curta "The Incident" em que, declarando-se cansado de ver suas ações sendo consideradas um instrumento da política do Governo dos Estados Unidos, Superman renuncia à sua cidadania americana.
A conclusão de Reign of Doomsday se deu em agosto de 2011, na edição 904. Em maio de 2011, entretanto, a DC Comics já havia anunciado que relançaria toda a sua linha editorial de quadrinhos de super-herói, e também que passaria a promover o lançamento simultâneo de todas as edições impressas com suas respectivas versões digitais, sendo a primeira editora americana a adotar tal postura. e o escritor Grant Morrison foi anunciado como o novo escritor de Action Comics, ficando responsável por recontar o início da carreira de Superman, fornecendo uma versão modernizada as histórias originalmente publicadas em 1938.

### Os Novos 52
Com o relançamento, Morrison e o artista Rags Morales seriam a equipe responsável pela revista. Morrison escreveria uma grande história que se estenderia até a edição 18 da revista, apresentando uma trama em que um mesmo super-vilão ataca Superman no passado, no presente e no futuro do personagem, e incluiria uma edição especial lançada em Setembro de 2012, entre as edições 12 e 13. Action Comics #0, desenhada por Ben Oliver, apresenta o primeiro dia de Superman em Metropólis e antecede todas as demais histórias de Morrison. As 19 edições de Morrison intencionalmente não seguem uma ordem cronológica sequencial, com as edições 5 e 6 apresentando uma trama que se passava anos à frente das tramas apresentadas nas demais edições. Morales e Brad Walker foram os principais desenhistas desse período, embora tenham havido contribuições de outros artistas, como Gene Ha e Andy Kubert.
Morrison foi brevemente sucedido por Andy Diggle e Scott Lobdell, que à época também escrevia os roteiros da revista Superman. Em junho de 2013 o escritor Greg Pak foi anunciado como o substituto definitivo de Morrison, e, acompanhado do artista Aaron Kuder vem trabalhando na revista desde a edição 25. A revista foi encerrada na edição 52 (julho de 2016), durante a saga "Últimos dias do Superman", que mostrou a morte da versão do Superman dos "Novos 52".

### Renascimento
Como parte do relançamento Renascimento (originalmente, "DC Rebirth") da DC Comics de junho de 2016, a Action Comics retomou sua numeração original, sendo a Action Comics #957 a primeira edição da nova fase, lançada quinzenalmente. A revista, escrita por Dan Jurgens, foi uma espécie de continuação da revista Superman: Lois & Clark, que trouxe o Superman pré-Ponto de Ignição ("Flashpoint") assim como Lois Lane (esposa) e Jonathan Kent (filho).
Para a edição 1000 da revista, lançada em 18 de abril de 2018, a DC trouxe de volta a clássica “cueca vermelha” e o cinto amarelo que o Superman usa por cima da sua calça. Além de marcar a estreia de Brian Michael Bendis na editora, que escreveu uma história de 10 páginas com desenhos de Jim Lee, grandes nomes da editora participaram da edição. Na sequência, Brian Michael Bendis se tornou o novo roteirista da revista Action Comics iniciando na edição #1001.

### Fronteira Infinita
A partir da edição #1029, o título se tornou parte do relançamento Fronteira Infinita (originalmente "Infinite Frontier"). Phillip Kennedy Johnson se tornou o roteirista principal da revista, assim como da revista complementar Superman.

## Histórias publicadas
906 edições - 904 edições regulares e 2 edições especiais numeradas "0" e "1.000.000" - e 13 "anuais" da revista foram publicados entre abril de 1938 e agosto de 2011.
Com o relançamento de toda a linha editorial de quadrinhos de super-herói da DC Comics, a revista foi relançada em 7 de setembro de 2011. Entre o relançamento e maio de 2016, 60 edições adicionais foram publicadas - 52 edições regulares, além de 8 edições especiais: em Setembro de 2012 foi lançada Action Comics #0; em Setembro de 2013, como parte do evento Forever Evil, foram lançadas quatro edições especiais dedicadas a vilões do elenco de apoio de Superman: Action Comics #23.1: Cyborg Superman, Action Comics #23.2: General Zod, Action Comics #23.3: Lex Luthor, e Action Comics #23.4: Metallo; em Setembro de 2014,  foi lançada Action Comics: Futures End #1, uma edição relacionada à minissérie The New 52: Futures End;. e entre Abril e Maio de 2015 foram publicadas as duas edições de Convergence: Action Comics, uma série especial relacionada à minissérie Convergence.
A partir de junho de 2016, como parte de uma nova reformulação em toda a linha editorial, intitulada "DC Rebirth", a revista retomaria sua "numeração clássica", com a publicação de Action Comics #957. Desse período inicial, destacam-se as histórias "Superman Reborn" e "The Oz Effect", profundamente relacionadas ao meta-arco apresentado pela reformulação.

### 1986-2011
Dentre as revistas publicadas no período "Pré-Crise", entre 1938 e 1986, há, além da emblemática história apresentada na primeira edição, "War in Europe", uma história em duas partes publicada nas edições 22 e 23 da revista, com a primeira aparição do vilão Lex Luthor. Action Comics #252, que se tornou conhecida por apresentar numa história produzida por Otto Binder e Al Plastino a primeira aparição da personagem Supergirl. Na mesma edição, uma outra história introduziria o personagem "John Corben", que viria a se tornar o vilão Metallo.
Na década de 1980 destacam-se as histórias "Luthor Unleashed" e "Rebirth!", ambas publicadas em Action Comics #544, de 1983, uma edição comemorativa que celebrou o 45° aniversário da publicação, e responsáveis por reformular os vilões Lex Luthor e Brainiac, respectivamente. Marv Wolfman contribuiu para esta edição e foi também o responsável no ano seguinte por Action Comics #554, onde foi publicada "If Superman Didn’t Exist…", uma história homenageando os criadores do personagem. Em 1986, Whatever Happened to the Man of Tomorrow?, escrita pelo britânico Alan Moore e considerada uma das melhores e mais importantes histórias do personagem, teve sua conclusão publicada em Action Comics # 583. Desenhada por Curt Swan, com a colaboração de Kurt Schaffenberger e George Pérez, foi a última história publicada na revista sob o comando do editor Julius Schwartz, e foi produzida com o objetivo de representar como seria  "a história final" da revista e do personagem.

Action Comics #800 (2003): O artista Drew Struzan incluiria a si mesmo no canto esquerdo da pintura que produziu para a comemorativa 800ª edição, escrita por Joe Kelly, autor de histórias significativas com o personagem, como A Hero's Journey, publicada na edição, What's so Funny about Truth, Justice & the American Way? e Ending Battle.

Após a reformulação promovida pelo evento Crise nas Infinitas Terras, destaca-se Action Comics Annual #1, publicado em 1987. Escrito por John Byrne e tendo Art Adams e Dick Giordano como artistas, a edição marcou o início da publicação de edições extras anuais e apresentou uma das primeiras aventuras reunindo Batman e Superman na nova continuidade. Exílio, produzida pouco após Byrne deixar de trabalhar com o personagem, também é uma trama significativa do período. No início da década de 1990 foi publicada Action Comics #662, com uma história escrita por Roger Stern e desenhada por Bob McLeod apresentando o momento em que Superman revelava para Lois Lane que ele e Clark Kent eram a mesma pessoa. Na década de 1990 a revista ainda esteve envolvida em importantes crossovers com as demais publicações do personagem, em histórias como Dark Knight Over Metropolis e The Krisis of the Krimson Kryptonite (1990), Time and Time Again (1991) e Panic in the Sky! (1992).
Entre 1992 e 1993 seriam publicadas a sequência de histórias Death of Superman, Funeral for a Friend e Reign of the Supermen, que mostraram a morte e a ressurreição do personagem. Na década de 2000 o escritor americano Joe Kelly escreveu What's so Funny about Truth, Justice & the American Way?, onde o personagem enfrenta "A Elite", um grupo de super-heróis liderado por Manchester Black, que questiona os valores morais do personagem. A história seria considerada pela Revista Wizard como uma das mais bem escritas da década, e vista tanto por público e crítica como uma das melhores já publicadas do personagem sendo inclusive sido selecionada para a coleção Superman: The Greatest Stories Ever Told. Kelly ainda escreveria posteriormente a comemorativa 800ª edição da revista e durante o período em que esteve à frente dos roteiros da revista contribuiu para as tramas Y2K, Emperor Joker, Mundos em Guerra e A Batalha Final.

### 2011-2016
Dentre as histórias publicadas nesse período, destacou-se o trabalho de Grant Morrison com Superman and the Fiend from Dimension 5, publicada nas primeiras 18 edições regulares da revista e The Boy Who Stole Superman’s Cape, publicada em Action Comics #0.

## Impacto cultural
Ainda em 1939 já se percebia o impacto do sucesso de Action Comics com Superman: Bob Kane foi contratado pela editora para criar "um novo combatente do crime", que veio a ser publicado na 27a edição de Detective Comics. Batman, inicialmente chamado de "Bat-Man", posteriormente viria a se tornar o herói mais popular da revista, e de forma similar ao que ocorria com Superman em Action, passaria a figurar na maioria das capas da publicação.
Outras editoras também perceberam o impacto causado pelo personagem e passaram a publicar histórias de "super-heróis". Dentre os personagens que surgiriam estavam "Wonder Man", "Master Man", "Steel Sterling" e "Mr. Muscles" - este último criado pelo próprio Jerry Siegel após ele ser demitido pela DC Comics. A própria figura do "super-herói combatente do crime" teria surgido na primeira edição da revista, e esta seria, segundo a imprensa, a sua mais marcante caractéristica, e não apenas "conter a primeira aparição de Superman":
| “ | O fato não é que Action Comics #1 contem a primeira aparição de Superman, mas sim que contem a primeira aparição do super-herói moderno. Todos os estereótipos do gênero foram combinados pela primeira vez nessa revista: superpoderes, identidade secreta, origens pseudocientíficas e roupas apertadas. Superman era uma junção entre mito grego e Flash Gordon, vivendo uma porção do cotidiano comum. E é essa mesma combinação que se vê ainda hoje, com as bem-sucedidas franquias cinematográficas baseadas em Batman, no Homem de Ferro e nos X-Men. | ” |

Estima-se que, da tiragem inicial, existam somente cerca de cem exemplares restantes. Um exemplar de Action Comics #1  em boas condições de conservação é, ao lado de Detective Comics #27 (a primeira aparição de Batman) e Superman vol. 1 #1 (a primeira revista dedicada exclusivamente à Superman, lançada em 1939), um dos mais valiosos itens colecionáveis do mundo, quando se trata de histórias em quadrinhos. O site norte-americano Nostomania, especializado na avaliação de exemplares clássicos, atribui a uma hipotética edição em impecável estado de conservação, tanto da 27ª edição de Detective quando da 1ª de Action um valor de mercado superior a 3 milhões de dólares. O valor da revista já foi mencionado inclusive em outras mídias: No episódio "Homie the Clown" da série de animação Os Simpsons, o personagem Krusty é retratado como sendo um astro de cinema e televisão tão rico que era capaz de usar uma cópia de Action Comics #1 para acender um cigarro.